# Liste der Naturdenkmale in Göggingen (Württemberg)
| Naturdenkmale | Anzahl |
| ------------- | ------ |
| FND           | 2      |
| END           | 4      |
| Gesamt        | 6      |

Die Liste der Naturdenkmale in Göggingen nennt die verordneten Naturdenkmale (ND) der im baden-württembergischen Ostalbkreis liegenden Gemeinde Göggingen. In Göggingen gibt es insgesamt sechs als Naturdenkmal geschützte Objekte, davon zwei flächenhafte Naturdenkmale (FND) und vier Einzelgebilde-Naturdenkmale (END).
Stand: 31. Oktober 2016.

## Flächenhafte Naturdenkmale (FND)
| Name                                   | Bild | Kennung     | Einzelheiten | Position | Fläche Hektar | Datum |
| -------------------------------------- | ---- | ----------- | ------------ | -------- | ------------- | ----- |
| Pflanzenstandort Hofwiesen             | BW   | 81360240006 | Göggingen    | ⊙        | 1,0           |       |
| Wiesen u. Gehölze an der Lein bei Horn | BW   | 81360240005 | Göggingen    | ⊙        | 4,1           |       |
| Legende für Naturdenkmal               |      |             |              |          |               |       |

## Einzelgebilde (END)
| Name                     | Bild | Kennung     | Einzelheiten | Position | Fläche Hektar | Datum |
| ------------------------ | ---- | ----------- | ------------ | -------- | ------------- | ----- |
| Lindenreihe im Schloßhof | BW   | 81360240003 | Göggingen    | ⊙        | 0,0           |       |
| 1 Linde am Schloßeingang | BW   | 81360240002 | Göggingen    | ⊙        | 0,0           |       |
| 2 Eschen in Horn         | BW   | 81360240004 | Göggingen    | ⊙        | 0,0           |       |
| 2 Linden mit Feldkreuz   | BW   | 81360240001 | Göggingen    | ⊙        | 0,0           |       |
| Legende für Naturdenkmal |      |             |              |          |               |       |